# 北勢洲
北勢洲，是臺灣臺南市山上區的一個傳統地域名稱，位於該區西北端。相較於今日行政區，其範圍大致為明和里北大半部及東部邊界地帶南段。
本地區境內主要聚落為北勢洲。

## 歷史
台灣日治初期，北勢洲地區為一街庄，稱為「北勢洲庄」（舊制街庄），隸屬於新化北里。該庄昔日西及北與茄拔庄為鄰，東邊隔曾文溪與內庄為界，南邊為山仔頂庄，西南邊為大社庄。
1901年（日治明治三十四年）11月11日，全台廢縣廳改設二十廳，該庄隸屬於臺南廳。1904年（明治三十七年）3月31日，該庄編入「新化里東區」，隸屬於臺南廳。1909年（明治四十二年）10月25日，全台合併二十廳為十二廳，新化里東區仍隸屬於臺南廳。1920年（大正九年）10月1日，全台地方制度大改正，廢十二廳改設五州二廳，該庄改制為「北勢洲」大字，隸屬於臺南州新化郡山上庄（新制街庄）。
戰後山上庄改制為山上鄉，隸屬於臺南縣，大字亦改制為村。1950年（民國39年）10月25日，雲、嘉、南分治，山上鄉仍隸屬於臺南縣。2010年（民國99年）12月25日，臺南縣、市合併為直轄臺南市，山上鄉改制為山上區，村亦改制為里。

## 聚落
本地區發展較早的聚落為北勢洲，在日治初期的官方地圖上已有記載。

## 交通
國道3號又稱「福爾摩沙高速公路」，是貫穿臺灣西部的兩條縱向高速公路之一，經過本地區西部邊界外緣，並在市道178號交會處設有善化交流道。由此可快速前往國道3號沿線各地。
市道178號是中崙（實際起點長安）至大匏崙的道路，經過本地區中部略偏北。由該道路西行經國道3號善化交流道可前往善化區、安定區、安南區東北部，並止於省道台17甲線路口；東行可前往大內區，並止於二重溪地區的省道台84線（東西向快速公路－北門玉井線）二溪交流道西北側。
市道178甲線是溪州至豐德的道路，其西北側端點（起點）位於本地區中部略偏西北的市道178號路口，由此向南經本地區北勢洲聚落轉東南可前往潭頂地區東半葉，並止於隙子口聚落東南郊的省道台20線路口。
區道南140線是大營至明和的道路，經過本地區西南角。
區道南140-1線是北勢洲至仁德的道路，其北側端點（起點）位於本地區中部北勢洲聚落市道178甲線路口，南側端點（終）位於本地區南部邊界西側外緣的區道140線路口。